# Paolino Piola
Paolino Piola (Carpignano Sesia, 22 giugno 1914 – Carpignano Sesia, 1º ottobre 1970) è stato un calciatore italiano, di ruolo centrocampista.

## Carriera
Ala destra, giocò nel Novara dal 1932 al 1938, tra cui una stagione in Serie A.
Giocò complessivamente 40 partite segnando 13 reti.
Era cugino primo di Silvio Piola.
Nella stagione 1938-1939 passò alla Pro Patria di Busto Arsizio, allora in serie "C".
Concluse la carriera fra i dilettanti del Galliate, città presso Novara.

## Palmarès

### Club

#### Competizioni nazionali
- Serie B: 1

Novara: 1936-1937